# 佩斯卡罗洛联合镇
佩斯卡罗洛联合镇（義大利語：Pescarolo ed Uniti），是意大利克雷莫纳省的一个市镇。总面积16平方公里，人口1625人，人口密度101.6人/平方公里（2009年）。国家统计（ISTAT）代码为019069。